# Rıdvan Yılmaz
Rıdvan Yılmaz, född 21 maj 2001, är en turkisk fotbollsspelare som spelar för skotska Rangers.

## Klubbkarriär
Yılmaz spelade 10 år som ung i Beşiktaş innan han blev uppflyttad i A-laget. Yılmaz debuterade i Süper Lig den 8 april 2019 i en 7–2-vinst över Çaykur Rizespor, där han blev inbytt i den 88:e minuten mot Adem Ljajić.
Den 25 juli 2022 skrev Yilmaz på ett femårskontrakt med skotska Rangers.

## Landslagskarriär
Yılmaz debuterade för Turkiets landslag den 27 maj 2021 i en 2–1-vinst över Azerbajdzjan. I juni 2021 blev Yılmaz uttagen i Turkiets trupp till EM i fotboll 2020.